# النا رادو
النا رادو (انگلیسی: Elena Radu؛ زادهٔ ۲۴ مارس ۱۹۷۵) از برندگان مدال‌های بازی‌های المپیک تابستانی و قایقران کایاک، و قایقران کانو اهل رومانی است.